# Stazione di Vanzaghello-Magnago
Stazione di Vanzaghello-Magnago vasútállomás Olaszországban, Lombardia régióban, Vanzaghello településen.

## Vasútvonalak
Az állomást az alábbi vasútvonalak érintik:
- Saronno–Novara-vasútvonal

## Kapcsolódó állomások
A vasútállomáshoz az alábbi állomások vannak a legközelebb:
- Stazione di Busto Arsizio Nord
- Stazione di Castano Primo